# Giovanni Antonio Cybei

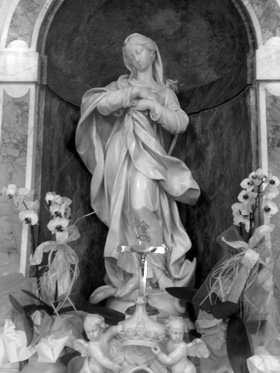
Immaculata, Marmorstatue von G. A. Cybei im Ospedale von Carrara, 1741

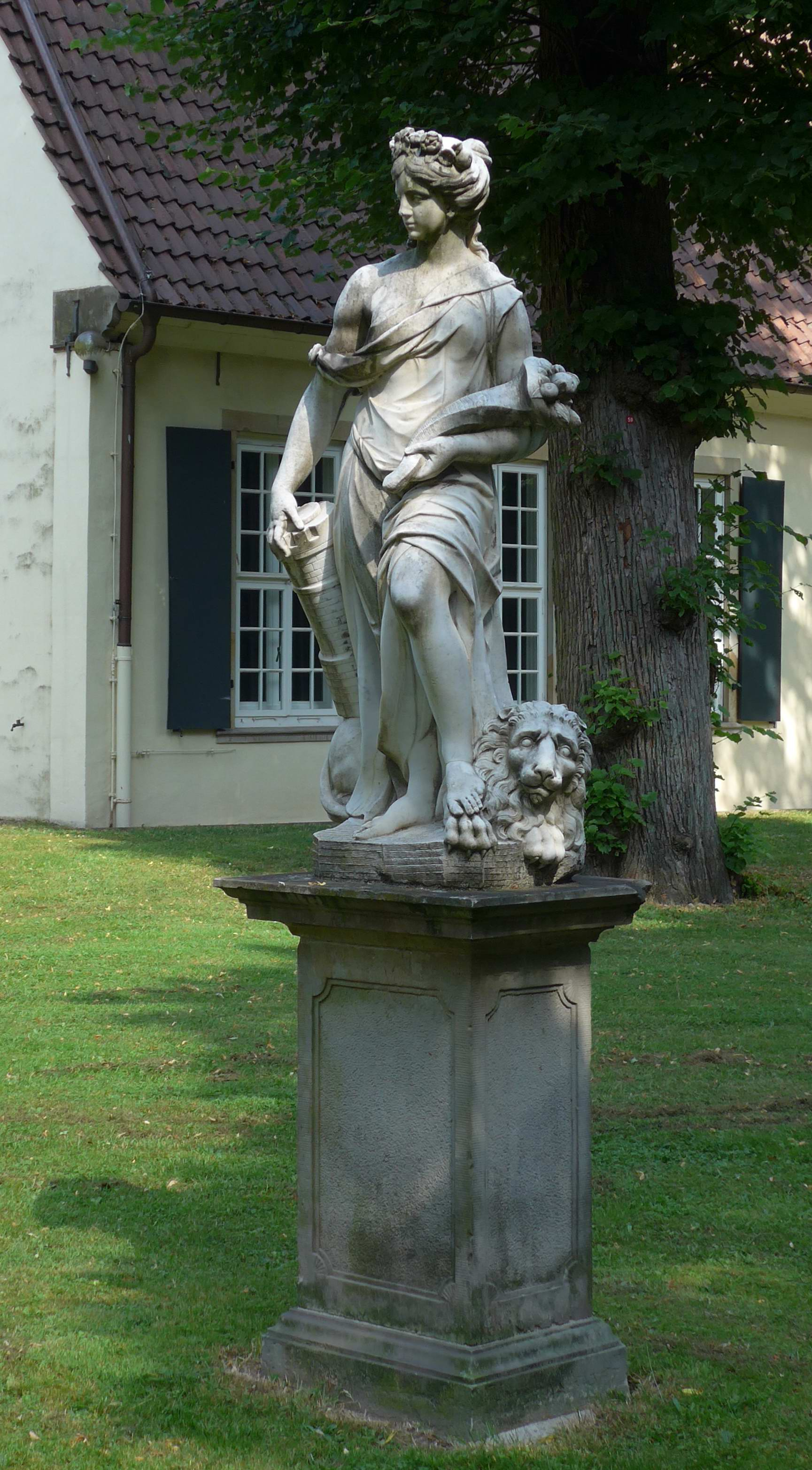
Terra (Erde) aus einem Zyklus der 4 Elemente, Marmor, um 1765, Focke-Museum Bremen

Giovanni Antonio Cybei (* 3. Februar 1706 in Carrara; † 7. September 1784 in Carrara) war ein italienischer Bildhauer in der Zeit des Rokoko und frühen Klassizismus und Direktor der Kunstakademie in Carrara.

## Leben
Geboren in der von ihren Marmorsteinbrüchen und zahllosen Bildhauerwerkstätten geprägten toskanischen Stadt trat Cybei schon 1721 als Mitarbeiter in das Atelier des römischen Bildhauers Agostino Cornacchini ein. Ab 1728 arbeitet er wieder in Carrara, in der Werkstatt seines Onkels, des Bildhauers Giovanni Baratta. Mit Aufträgen aus Sarzana beginnen die eigenständigen Arbeiten. Seine Priesterweihe 1739 markiert eine Schaffenspause. Um 1742 führt er die Geschäfte des Ateliers Baratta, das er nach dem Tod des Onkels (1747) erbt. Um die Mitte des Jahrhunderts hat er seinen frühklassizistischen Stil gefunden und erhält umfangreiche und prominente Aufträge von privater und kirchlicher Seite, auch aus europäischen Höfen in Russland, Preußen und Portugal. 1769 überträgt man ihm die Direktion der von dem aufgeklärt-liberalen Großherzog Pietro Leopoldo von Toskana neu gegründeten Accademia delle Belle Arti di Carrara. Bis zu seinem Tod 1784 bleibt er auch selbst als (dem Stil der Zeit und den Umständen des Ortes gemäß in Marmor arbeitender) Bildhauer tätig.

## Werke
- Hl. Augustinus, Capella Caraffa im Dom von Sarzana
- Simson und Delila, Galleria der Remedi in Sarzana
- Immaculata, Ospedale Carrara, 1741 (Bild)
- Grabmal Kardinal Alberoni, S. Lazzaro in Piacenca, 1752
- Vier Jahreszeiten, Vier Elemente, Apollo, Gartenfiguren in Rheinsberg (1765)
- Die Elemente, vier Gartenfiguren für ein Bremer Landgut, Privatbesitz(3) und Focke-Museum Bremen (1), um 1765
- Grabmal F. Algarotti, Camposanto in Pisa, 1768
- Porträtbüste Zarin Katharina II., Museum Petrodworez, 1771
- Marmorporträt der Duchessa Maria Theresa, Akademie Carrara, 1771
- Fassadenstatuen an S. Silvestro in Pisa, 1772
- Porträtbüste des Großherzogs Pietro Leopoldo, London, Victoria & Albert-Museum, 1773
- Porträtbüste L.A.Muratori, Bibl. Estense, Modena
- Reiterstandbild Francesco III. d’Este, Modena (nur Bozzetto erhalten)
- Tabernakel mit Madonnenbild, Montenero, 1774
- Büste des Carlo Sigonio, Bibl. Estense, Modena, 1774
- Mariae Himmelfahrt, Hauptportal Dom zu Savona, 1778